# Footloose (Lied)
Footloose ist ein Lied des US-amerikanischen Musikers Kenny Loggins. Es erschien im Januar 1984 und war Teil des Soundtrack des Films Footloose. Die Single avancierte zum Nummer-eins-Hit und weltweiten Millionenseller.

## Entstehung und Veröffentlichung
Das Lied wurde vom Interpreten selbst geschrieben und produziert. Beim Schreibprozess bekam Loggins Unterstützung durch Dean Pitchford, bei der Produktion von Lee DeCarlo.
Die Erstveröffentlichung von Footloose erfolgte als Single im Januar 1984 bei CBS Records. Diese erschien als 7″-Single, weltweit in verschiedenen Ausführungen. So erschien unter anderem eine Ausführung mit der B-Seite Swear Your Love (Katalognummer: 38-04310). Am 31. Januar 1984 erschien das Lied als Teil des Soundtracks zu Footloose (Katalognummer: 70246). Das dazugehörige Musikvideo zeigt mehrere Szenen aus dem Film, vor allem Aufnahmen aus dem Lager, in dem Kevin Bacons Figur eine Tanznummer aufführt.
Neben der Soundtrackverwendung in Footlose, war das Lied auch in der Episode Voll das Geheimnis der Fernsehserie South Park, in der Episode Vier kleine Worte von American Dad, in der Episode Beim Testen nichts Neues von Die Simpsons und in der Episode Die andere Seite von Final Space zu hören.

## Preise
Das Lied wurde 1985 für den Oscar in der Kategorie Bester Song nominiert, verlor aber gegen Stevie Wonders I Just Called to Say I Love You. Am 13. Juli 1985 sang Kenny Loggins Footloose beim Konzert Live Aid in Philadelphia.

## Kommerzieller Erfolg

### Chartplatzierungen
Footloose avancierte zum Nummer-eins-Hit in Neuseeland und den Vereinigten Staaten. In den Vereinigten Staaten belegte es im Jahr 1984 Rang vier der Single-Jahrescharts. Darüber hinaus erreichte es Top-10-Platzierungen in Deutschland und der Schweiz (Rang 4), dem Vereinigten Königreich (Rang 6) oder auch Österreich (Rang 8).
| ChartsChartplatzierungen       | Höchstplatzierung | Wochen/ Monate |
| ------------------------------ | ----------------- | -------------- |
| Deutschland (GfK)              | 4 (21 Wo.)        | 21 Wo.         |
| Österreich (Ö3)                | 8 (2 Mt.)         | 2 Mt.          |
| Schweiz (IFPI)                 | 4 (13 Wo.)        | 13 Wo.         |
| Vereinigte Staaten (Billboard) | 1 (23 Wo.)        | 23 Wo.         |
| Vereinigtes Königreich (OCC)   | 6 (10 Wo.)        | 10 Wo.         |

| ChartsJahrescharts (1984)      | Platzierung |
| ------------------------------ | ----------- |
| Deutschland (GfK)              | 29          |
| Vereinigte Staaten (Billboard) | 4           |

### Auszeichnungen für Musikverkäufe
| Land/Region                  | Auszeichnungen für Musikverkäufe (Land/Region, Auszeichnung, Verkäufe) | Verkäufe  |
| ---------------------------- | ---------------------------------------------------------------------- | --------- |
| Dänemark (IFPI)              | Platin                                                                 | 90.000    |
| Deutschland (BVMI)           | Gold                                                                   | 250.000   |
| Neuseeland (RMNZ)            | 4× Platin                                                              | 120.000   |
| Spanien (Promusicae)         | Gold                                                                   | 30.000    |
| Vereinigte Staaten (RIAA)    | Platin                                                                 | 1.000.000 |
| Vereinigtes Königreich (BPI) | 3× Platin                                                              | 1.800.000 |
| Insgesamt                    | 2× Gold · 9× Platin ·                                                  | 3.290.000 |

## Coverversionen
Es wurde unter anderem von Weird Al Yankovic, Jive Bunny & the Mastermixers und Party Animals gecovert.